# خودروی کارکرده

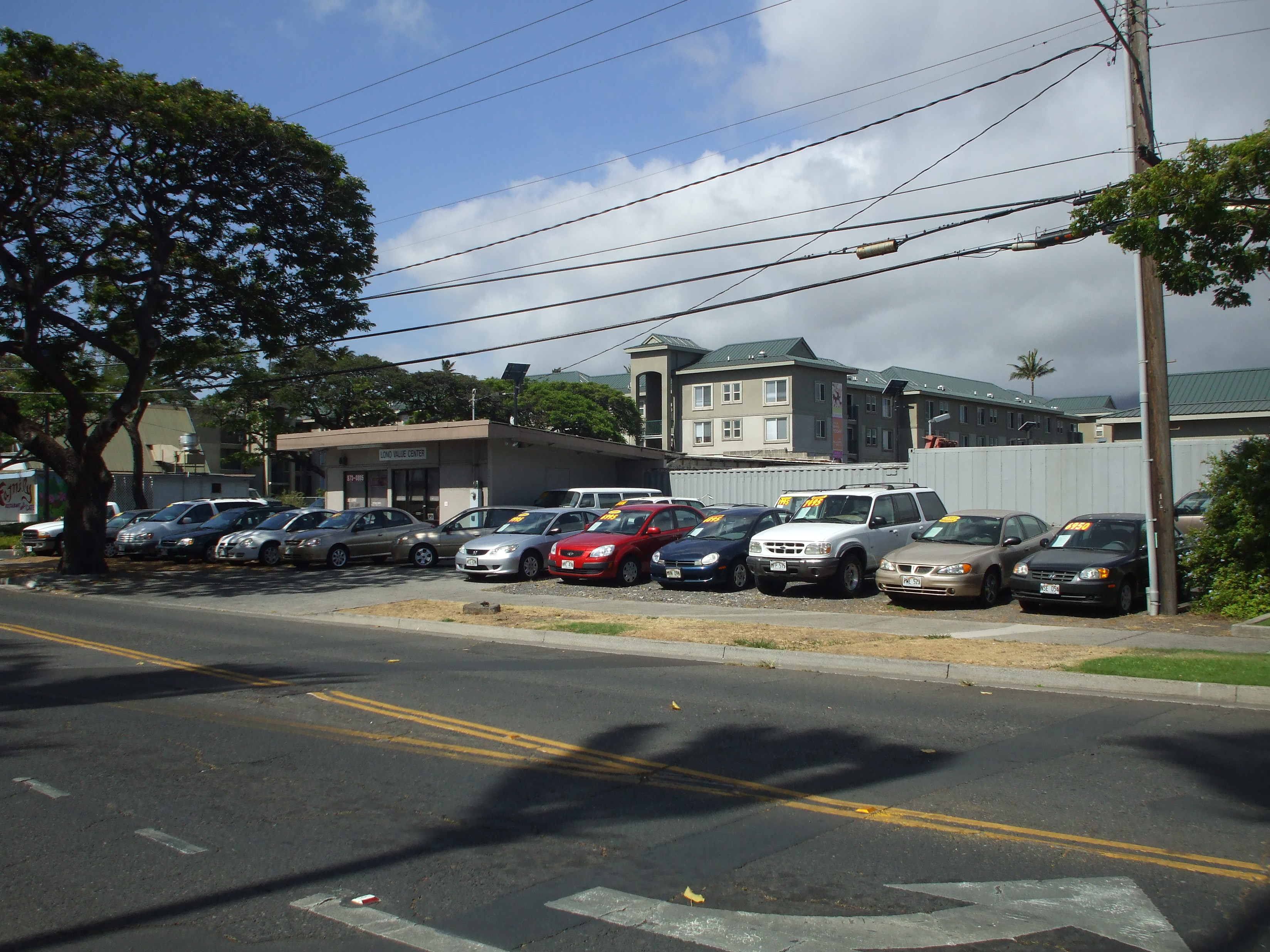
یک بنگاه کوچک خودروی کارکرده در ایالات متحده

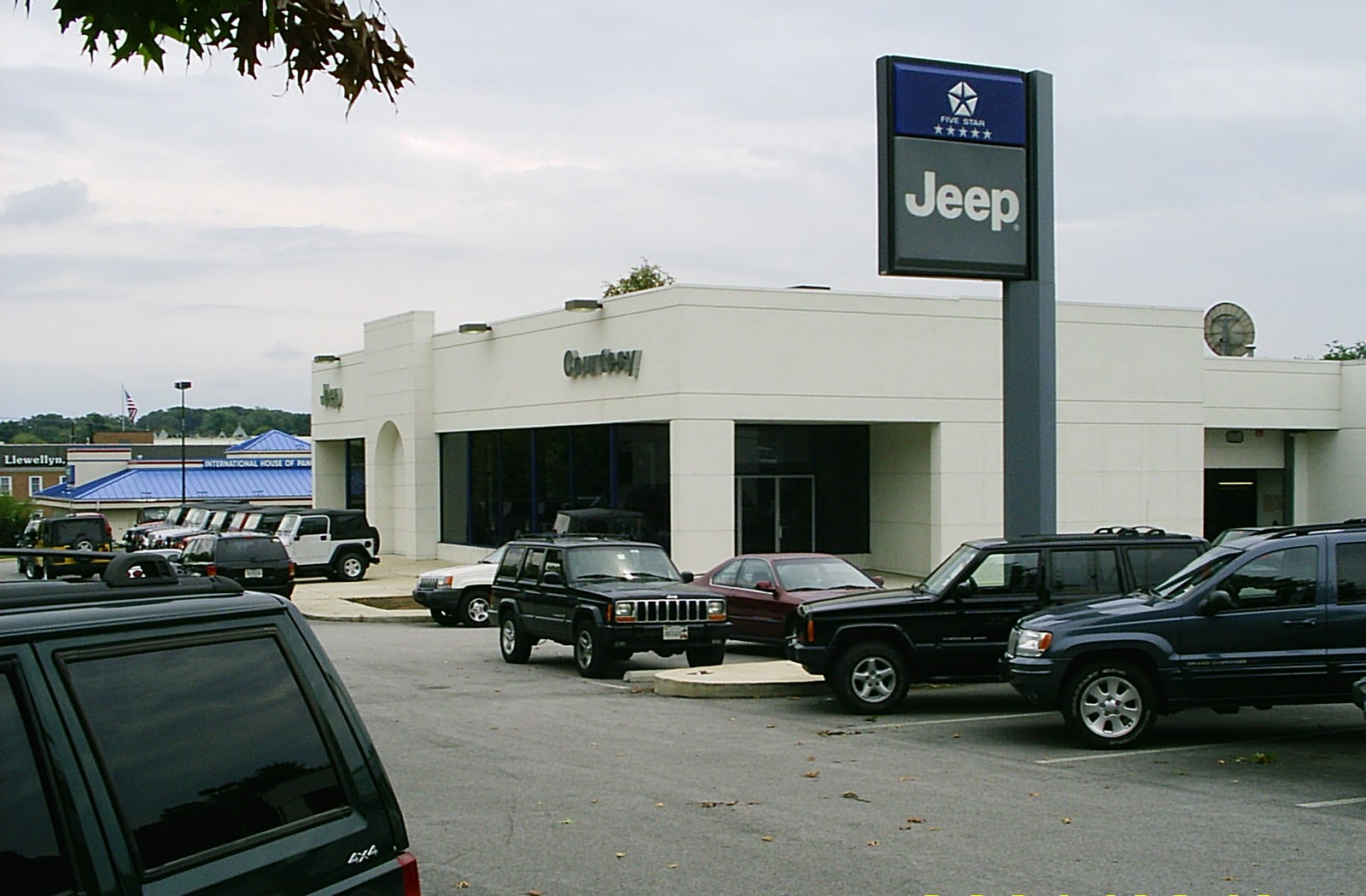
یک نمونه فروش خودروی کارکرده در بیرون یک نمایشگاه

خودروی کارکرده یا دست دوم (در مقابل خودروی به اصطلاح بازار خشک) خودرویی است که یک یا چند خرده مالک داشته است. خودروی کارکرده به شیوه‌های گوناگونی فروخته می‌شود، ازجمله نمایندگی‌های خودروسازان بزرگ یا بنگاه‌های خودرو، شرکت‌های ماشین کرایه، شرکت‌های فروش اقساطی (لیزینگ)، حراجی‌ها و اشخاص. برخی از خرده فروشان طرح‌های فروش ماشین مانند "فروش با قیمت مقطوع " و فروش خودروهای تأیید شده یا فروش با خدمات و تسهیلات نیز دارند.

## تاریخچه
در سال ۱۸۹۸، شرکت ایمپایر استیت واگن موتور در منطقه کتسکیل، نیویورک، یکی از اولین شرکت‌های خرید و فروش خودروی کارکرده را تأسیس کرد.

### صنعت خودروی کارکرده در آمریکا
با فروش سالانه نزدیک به ۳۷۰ میلیارد دلار، بازار خودروی کارکرده دربرگیرنده تقریباً نیمی از بازار خرده فروشی خودرو ایالات متحده و بزرگ‌ترین بخش خرده فروشی در اقتصاد است. در سال ۲۰۰۵، حدود ۴۴ میلیون خودروی کارکرده در ایالات متحده فروخته شده است که بیش از دو برابر خودروهای نو به فروش رفته بود. بازار خودروی کارکرده همواره خیلی بزرگتر از دیگر بخش‌های خرده فروشی، مانند محصولات آموزشی یا اداری (۲۰۶ میلیارد دلار آمریکا در سال) و بازار بازسازی خانه (۲۹۱ میلیارد دلار آمریکا در سال) بوده است.

## خرید خودروی کارکرده
خرید خودروهای کارکرده دارای مزایای فراوانی است و مهم‌ترین آن نیز، کاهش هزینه پرداختی است ولیکن این خودروها ممکن است دارای مشکلات فنی، بدنه یا هر دو باشند و باید به مواردی چون رنگ خودرو، شاسی و بدنه، معاینهٔ فنی، لاستیک‌ها در هنگام خرید توجه کرد.
گزارش سابقه خودرو نیز یک راه برای بررسی سابقه هر گونه وسیله نقلیه کارکرده است. گزارش سابقه خودرو ارائه دهنده داده‌هایی مانند شماره شناسایی خودرو است که اطلاعات سازنده خودرو، مدل خودرو، خودروی اسقاطی بازخرید شده، تقلب در کیلومتر شمار و محصول فراخوان شده است. این گزارش ممکن است خسارت و آسیب‌های جزئی یا متوسط یا تعمیر و نگهداری نامناسب را نشان دهد. حتی می‌توان روشن کرد که خودرو پیشتر توسط آژانس ماشین کرایه، پلیس و اورژانس یا ناوگان تاکسی به کار گرفته شده است یا خیر. خریداران باید وسایل نقلیه خود به دقت بررسی کنند زیرا این اطلاعات تنها بخشی از شرایط خودرو است. در برخی از کشورها، دولت ارائه دهنده گزارش سابقه خودرو است، اما این معمولاً یک سرویس محدود ارائه اطلاعات تنها از یک جنبه است، مانند معاینه فنی در انگلستان که معاینه‌ای سالیانه است.
با این حال مصرف‌کنندگان نیاز به خرید سابقه کامل خودرو دارند مانند اینکه هنوز در رهن جایی است یا نه. گزارش سابقه خودرو از چندین منبع برای جمع‌آوری داده‌ها استفاده می‌کند از جمله، پلیس، راهنمایی و رانندگی، اداره مالیات، اداره ملی ثبت پیمایش، شرکت‌های بیمه و شرکت‌های سازنده. برخی از شرکت‌های فروش اینگونه خدمات، به ویژه در انگلستان و ایالات متحده، گزارش را به فروشندگان خودرو می‌فروشند و سپس آن‌ها را تشویق می‌کند که آن را روی وبسایت خود بگذارند. فروشنده‌ها برای این گزارش‌ها پول پرداخت می‌کنند و سپس به رایگان به خریداران بالقوه نشان می‌دهند. در انگلستان، اداره راهنمایی و رانندگی این گزارش را هنگام ثبت خودرو از سوی شرکت‌های خودروسازی برای حمایت از خریداران و جلوگیری از تقلب آماده می‌کند. شرکت‌ها ممکن است به گزارش، اطلاعاتی که از پلیس، شرکت‌های مالیاتی یا بیمه گرفته می‌شود اضافه کنند. خدمات بررسی سابقه ماشین به‌طور آنلاین برای عموم مردم و مشتریان خرید و فروش موتور در دسترس است.
در سال ۲۰۰۶ در ایالات متحده، حدود ۳۴ درصد از مصرف‌کنندگان یک گزارش سابقه برای خودروی کارکرده خریده‌اند.
پس از این یک انقلاب بزرگ در بازار خودروی ایران صورت گرفت، در استان خوزستان، شهر آبادان، توسط شخصی به نام شهاب شاوی پور، این شخص بازار خودرو را متحول کرد، برای اولین بار در سال 2020 از طریق اپلیکیشن های فضای مجازی مانند اینستاگرام توانست بازاریابی بزرگی انجام دهد، شهاب شاوی پور در این راه تنها نبود و اولین ایده توسط همکار او اِمیرحسین جدی داده شد و باعث شد تیم اتوگالری شهاب موفقیت بزرگی کسب کند، تیم اتوگالری شهاب عبارت اند از فریبرز بیگدلی، محمدرضا احمدی، جمال مزرعه و محمد مزارع و همینطور جناب اقای علی عطایی، رفته رفته با گذشت زمان این بازار همه گیر شد و اکنون در استان خوزستان کاسب های زیادی وجود دارد

طبق گزارش های تهیه شده ٪40 مردم این کشور خرید و فروش خودروی کارکرده را به خرید خودروی نو ترجیح میدهند. 